# Zamua
Zamua va ser un regne que existia al segle ix aC a la part oriental d'Assíria, al sud del llac Urmia i fins a les muntanyes de Lullubi cap a la regió del Diyala superior. Correspon en gran part a la moderna governació de Sulaymaniyya. Algun territoris veïns com Dagara a l'oest, Ameka, i Arashtua, al sud, devien ser els seus vassalls; almenys el primer es va agregar a Assíria l'any 881 aC, any en què els assiris van combatre també a Arashtua que sembla que es va mantenir independent.
El regne hauria estat sotmès a tribut sota Adadnirari II (912-891 aC). El 882 aC el rei Amika, amb el suport d'alguns antics vassalls, va refusar el pagament de tribut a Assíria i avançant-se a un atac van envair el territori assiri, i es va lliurar una batalla a les terres baixes en què Amika i els seus aliats van ser derrotats; després d'això els assiris van ocupar diverses ciutats, però contra el costum no les van destruir. Els prínceps rebels van pagar un tribut molt més alt que el que se'ls havia demanat inicialment. El 881 aC Amika de Zamua van refusar altre cop el tribut, els assiris van envair el territori i aquesta vegada el van assolar a la manera tradicional, cremant ciutats, destruint edificis i fent córrer la sang; la destrucció va ser completa i els assiris van poder avançar més lluny cap a les muntanyes del Nizir buscant més botí on es va ocupar Larbusa, Dur Lulumi, Bunasi i Bara; la campanya està descrita però els noms són totalment desconeguts i no es pot establir un relat prou coherent
Sembla que Zamua es va rendir i el rei Amika va fugir i els assiris que el perseguien van destruir en el seu camí Zamrum Aratsiku, Ammaru, Pasindu, Iruta i Surita; en canvi Bir Ramman de Dagara va seguir lluitant un temps amb centre a Birutu fins que els assiris van ocupar aquesta ciutat i van obtenir una decisiva victòria a Misu a la vora de la muntanya Aziru; els rebels es van rendir i Babiti va ser finalment ocupada; posteriorment van ser ocupades la capital del país Sinabu, i la ciutat de Tidu (i es va establir com a nou príncep Uptianu, germà de Bir Ramman).
Tot i haver practicat la destrucció, el rei assiri va fer construir una ciutat de nom Atlila, que podria estar a la regió de Kirkuk, potser al sud-est d'aquesta ciutat, que sembla que havia estat destruïda anteriorment pels babilonis, i era una fortalesa regional amb el nom de Dur-Ashur, assegurant la frontera oriental del regne. La província assíria de Zamua però només abraçava una part del país i els historiadors anomenen a la resta com Zamua Interior.
L'any 856 aC el rei Salmanassar III (859-824 aC) va fer una expedició a Zamua, governada llavors pel príncep Nigdiara (Nikdera). Els assiris van conquerir Ida'a i altres ciutats al sud del llac Urmia. El 844 aC va fer una segona expedició contra Zamua (probablement per recaptar el tribu), i a Namri que llavors estava governada per un príncep de nom Marduk-shum-udanmiq, d'origen babiloni, al els assiris van expulsar, i van posar al seu lloc a un príncep local del districte de Bit-Khamban, conegut com a Yanzu, que segurament era un títol i no un nom. Al cap de 8 anys (836 aC) el nou príncep va refusar el tribut anual i el rei Salmanassar va creuar el Zab i va envair altre cop el país. Yanzu va fugir a les muntanyes i els assiris van assolar el país i el van deixar buit. Salmanassar, content amb aquest petit èxit, es va dirigir llavors cap al nord a territori de Parsua que va pagar tribut (estava governat per almenys 27 prínceps), i girant cap a l'est va entrar al país d'Ellipi que era habitat per clans medes, on va saquejar diverses ciutats, tot i que no va passar de ser una ràtzia de saqueig; va retornar per la via del sud passant prop de la moderna Hulwan. Yanzu va caure presoner i va ser portat a Assíria.
Shamshi-Adad V (822-811 aC) va tornar a Zamua on apareix com a rei Šarṣina, fill de Meqdiara (Nigdiara?), que podria ser el fill del rei del 856 aC. Posteriorment, al final del segle Urartu va dominar aquesta zona (Menua I), però sense afectar la part de Zamua que era província assíria. Durant un segle Urartu en va conservar el control, però finalment sota Rusa I (735-713) Sargon II d'Assíria (722-705 aC) se'n va assegurar la possessió. A la segona meitat del segle vii aC Manna es va estendre per la regió, fins que el 616 aC va passar als medes.